# Iglesia Nuestra Señora de la Candelaria
La Iglesia Nuestra de la Candelaria es una iglesia de Villa Chicligasta, Tucumán, Argentina. Se encuentra frente a la Plaza Manuel Felipe Garretón, siendo dedicada a la Virgen de la Candelaria. Es la iglesia católica más antigua de Tucumán, contando con registros de su existencia desde 1595.

## Historia
Originalmente existía una capilla primitiva, donde San Francisco Solano estuvo allí entre los años 1595 y 1596. Posteriormente, en 1797, se construiría la actual capilla. En 1941 fue declarada Monumento Histórico Nacional y Patrimonio Cultural de la provincia desde 2004. Asimismo, la iglesia conserva una campana datada del 1700 y una imagen de la Virgen de la Candelaria encontrada en el Camino Real en el siglo XVIII.
Con el paso del tiempo, la iglesia fue deteriorándose y tenía un peligro de derrumbe en su fachada a causa de una grieta en esta. Esta se agravó con constantes sismos y desde 2019 las misas se realizaban fuera del templo. En 2024 comenzó su restauración, volviéndose a celebrar misas en diciembre de ese mismo año. La remodelación consistió en renovar el revoque de la fachada, agregar tirantes temporales de madera a la torre del campanario para sostenerla y remodelar el interior de la iglesia para liturgias. Esta remodelación coincidió con el día de Santa Lucía, patrona del pueblo junto a Nuestra Señora de la Candelaria.
La iglesia posee una sola nave, que se extiende hasta el atrio, y en su costado se halla una galería cubierta por el techo de tejas. En el otro extremo se avista la torre campanario con remate en forma de cono. En el interior del templo se divisan varias pinturas religiosas, una imagen de la Virgen de la Candelaria del siglo XVIII, un ambón para oraciones y un púlpito utilizado antiguamente para rezos.